# Leyes de los gases
Las primeras leyes de los gases fueron desarrolladas desde finales del siglo XVII, cuando los científicos empezaron a darse cuenta de que en las relaciones, entre la presión, el volumen y la temperatura de una muestra de gas, en un sistema cerrado, se podría obtener una fórmula que sería válida para todos los gases. Estos se comportan de forma similar en una amplia variedad de condiciones debido a que sus moléculas (o átomos) se encuentran separadas a grandes distancias, a diferencia de los líquidos y sólidos. Un gas cuyo comportamiento sigue estas leyes con exactitud recibe el nombre de gas ideal. De la combinación de estas leyes surge la ecuación general de estado de un gas ideal, que se conoce con el nombre de ley de los gases ideales.

## Simbología
| Símbolo                     | Nombre                                        | Unidad       |
| --------------------------- | --------------------------------------------- | ------------ |
| {\displaystyle k_{1}}       | Constante 1                                   | Pa m3        |
| {\displaystyle k_{2}}       | Constante 2                                   | m3 / K       |
| {\displaystyle k_{3}}       | Constante 3                                   | Pa / K       |
| {\displaystyle k_{4}}       | Constante 4                                   | Pa m3 / K2   |
| {\displaystyle k_{5}}       | Constante 5                                   | (Pa m3 / K)2 |
| {\displaystyle k_{\rm {H}}} | Constante de Henry                            |              |
| {\displaystyle K}           | Constante                                     | Pa m3 / K    |
| {\displaystyle p}           | Presión                                       | Pa           |
| {\displaystyle p_{total}}   | Presión total de la atmósfera                 | Pa           |
| {\displaystyle p_{gas}}     | Presión de la mezcla de gases de la atmósfera | Pa           |
| {\displaystyle p_{H_{2}O}}  | Presión de agua                               | Pa           |
| {\displaystyle T}           | Temperatura absoluta                          | K            |
| {\displaystyle V}           | Volumen                                       | m3           |

## Ley de Boyle-Mariotte

Ley de Boyle-Mariotte

Los experimentos realizados en 1662 por el científico inglés Robert Boyle lo llevaron a establecer que el volumen de una masa determinada de aire es inversamente proporcional a la presión que se ejerce sobre ella; es decir, si se duplica la presión, el volumen se reduce a la mitad. Boyle no especificó que sus experimentos los había realizado a temperatura constante. En 1676, el francés Edme Mariotte encontró los mismos resultados y aclaró que para que la ley sea válida la temperatura debía ser constante. Estos resultados, válidos para cualquier masa de gas a temperatura constante, se conocen como ley de Boyle-Mariotte, según la cual el volumen de una determinada masa de gas, a temperatura constante, es inversamente proporcional a la presión de ese gas.Su expresión matemática es:
{\displaystyle P.V=k_{1}}  , donde k1 es una constante
Para una muestra de un gas bajo dos conjuntos de condiciones distintas a temperatura constante, tenemos:
{\displaystyle P_{1}.V_{1}=P_{2}.V_{2}}
donde V1 y V2 son los volúmenes sometidos a las presiones P1 y P2, respectivamente.
La teoría cinética justifica esto porque considera que las partículas, al moverse en un espacio menor, chocan con mayor frecuencia con las paredes del recipiente, lo que se traduce en una mayor presión.

## Ley de Charles
La ley de Charles, o ley de los volúmenes, fue descubierta  en 1787. Se dice que, para un gas ideal a presión constante, el volumen es directamente proporcional a la temperatura absoluta (en kelvin). Se denomina así debido a que los científicos franceses Jacques Charles y Joseph Gay-Lussac, estudiaron de forma simultánea el efecto de la temperatura sobre el volumen de un gas, a una presión constante, el volumen de una muestra de gas se expande cuando se calienta y se contrae al enfriarse.
{\displaystyle {\frac {V}{T}}=k_{2}} , donde k2 es una constante.

Ley de Charles y Gay-Lussac

Para una muestra de un gas bajo dos conjuntos de condiciones distintas a presión constante, tenemos:
{\displaystyle {\frac {V_{1}}{T_{1}}}={\frac {V_{2}}{T_{2}}}}
donde V1 y V2 son los volúmenes de los gases a las temperaturas T1 y T2 (ambas en kelvin), respectivamente. 
La teoría cinética molecular justifica este comportamiento, dado que si aumenta la temperatura, aumentan la energía cinética de las partículas y su frecuencia de impactos con las paredes del recipiente. Esto se traduce en un aumento de la presión.

## Ley de Gay-Lussac
La ley de Gay-Lussac postula que las presiones ejercidas por un gas sobre las paredes del recipiente que lo contienen son proporcionales a sus temperaturas absolutas cuando el volumen es constante.
{\displaystyle {\frac {P}{T}}=k_{3}}, donde k3 es una constante
Para una muestra de un gas bajo dos conjuntos de condiciones distintas a volumen constante, tenemos:
{\displaystyle {\frac {P_{1}}{T_{1}}}={\frac {P_{2}}{T_{2}}}}
La teoría cinética justifica este comportamiento, dado que, si aumenta la temperatura, aumentan la energía cinética de las partículas y su frecuencia de impactos con las paredes del recipiente. Esto se traduce en un aumento de la presión del gas en el interior del mismo.

## Combinación y leyes de los gases ideales
| Leyes de      | Boyle                                             | Charles                                           | Gay-Lussac                                        | 1                                                 | 2                                                 | 3                                   |
| ------------- | ------------------------------------------------- | ------------------------------------------------- | ------------------------------------------------- | ------------------------------------------------- | ------------------------------------------------- | ----------------------------------- |
| Ecuaciones    | {\displaystyle p\ V=k_{1}}                        | {\displaystyle V=k_{2}\ T}                        | {\displaystyle p=k_{3}\ T}                        | {\displaystyle k_{4}=k_{2}\ k_{3}}                | {\displaystyle k_{5}=k_{1}\ k_{4}}                | {\displaystyle K={\sqrt {k_{5}}}}   |
| Multiplicando |                                                   | {\displaystyle p\ V=k_{2}\ k_{3}\ T^{2}}          | {\displaystyle p\ V=k_{2}\ k_{3}\ T^{2}}          |                                                   |                                                   |                                     |
| Sustituyendo  |                                                   | {\displaystyle p\ V=k_{4}\ T^{2}}                 | {\displaystyle p\ V=k_{4}\ T^{2}}                 | {\displaystyle p\ V=k_{4}\ T^{2}}                 |                                                   |                                     |
| Multiplicando | {\displaystyle (p\ V)^{2}=k_{1}\ k_{4}\ T^{2}}    | {\displaystyle (p\ V)^{2}=k_{1}\ k_{4}\ T^{2}}    | {\displaystyle (p\ V)^{2}=k_{1}\ k_{4}\ T^{2}}    | {\displaystyle (p\ V)^{2}=k_{1}\ k_{4}\ T^{2}}    |                                                   |                                     |
| Sustituyendo  | {\displaystyle (p\ V)^{2}=k_{5}\ T^{2}}           | {\displaystyle (p\ V)^{2}=k_{5}\ T^{2}}           | {\displaystyle (p\ V)^{2}=k_{5}\ T^{2}}           | {\displaystyle (p\ V)^{2}=k_{5}\ T^{2}}           | {\displaystyle (p\ V)^{2}=k_{5}\ T^{2}}           |                                     |
| Despejando    | {\displaystyle {\frac {(p\ V)^{2}}{T^{2}}}=k_{5}} | {\displaystyle {\frac {(p\ V)^{2}}{T^{2}}}=k_{5}} | {\displaystyle {\frac {(p\ V)^{2}}{T^{2}}}=k_{5}} | {\displaystyle {\frac {(p\ V)^{2}}{T^{2}}}=k_{5}} | {\displaystyle {\frac {(p\ V)^{2}}{T^{2}}}=k_{5}} |                                     |
| Simplificando | {\displaystyle {\frac {p\ V}{T}}={\sqrt {k_{5}}}} | {\displaystyle {\frac {p\ V}{T}}={\sqrt {k_{5}}}} | {\displaystyle {\frac {p\ V}{T}}={\sqrt {k_{5}}}} | {\displaystyle {\frac {p\ V}{T}}={\sqrt {k_{5}}}} | {\displaystyle {\frac {p\ V}{T}}={\sqrt {k_{5}}}} |                                     |
| Sustituyendo  | {\displaystyle {\frac {p\ V}{T}}=K}               | {\displaystyle {\frac {p\ V}{T}}=K}               | {\displaystyle {\frac {p\ V}{T}}=K}               | {\displaystyle {\frac {p\ V}{T}}=K}               | {\displaystyle {\frac {p\ V}{T}}=K}               | {\displaystyle {\frac {p\ V}{T}}=K} |

Ecuación general de los gases:
{\displaystyle {\frac {p\ V}{T}}=K}

## Otras leyes de los gases
- La ley de Graham establece que la velocidad de difusión de las moléculas de gas es inversamente proporcional a la raíz cuadrada de su densidad. En combinación con la ley de Avogadro (es decir, ya que los volúmenes iguales tienen el mismo número de moléculas), es lo mismo que ser inversamente proporcional a la raíz del peso molecular.

- La ley de Dalton de las presiones parciales establece que la presión de una mezcla de gases es simplemente la suma de las presiones parciales de los componentes individuales. Ley de Dalton es el siguiente:

{\displaystyle p_{\rm {total}}=p_{1}+p_{2}+p_{3}+...+p_{n}} ó
{\displaystyle p_{\rm {total}}=p_{\rm {gas}}+p_{\rm {H_{2}O}}}
- La ley de Henry enuncia que a una temperatura constante, la cantidad de gas disuelta en un líquido es directamente proporcional a la presión parcial que ejerce ese gas sobre el líquido.

{\displaystyle p=k_{\rm {H}}\ c}